# Chick Corea

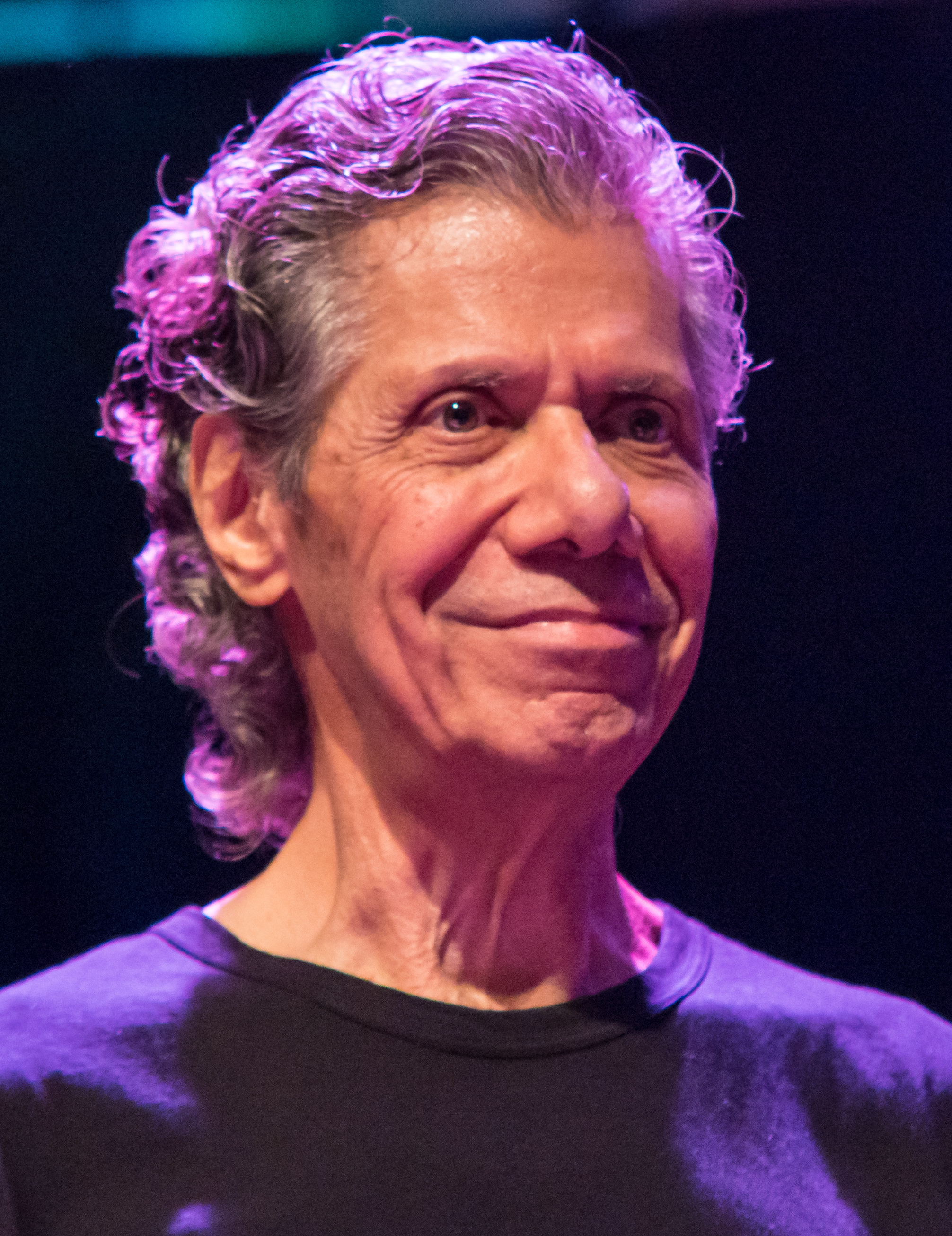
Chick Corea beim Zelt-Musik-Festival 2019 in Freiburg im Breisgau.

Armando Anthony „Chick“ Corea (* 12. Juni 1941 in Chelsea, Massachusetts; † 9. Februar 2021 in Tampa, Florida) war ein US-amerikanischer Musiker. Er zählt zu den bedeutendsten zeitgenössischen Jazz-Pianisten und -Komponisten und gilt als ein Gründervater des Jazzrock.
Chick Corea gewann 28 Grammy Awards, nominiert war er insgesamt für 75 dieser wichtigen Auszeichnung der US-amerikanische Musikindustrie. Kein anderer Musiker vor ihm hatte im Bereich Jazz so viele Auszeichnungen bekommen.

## Leben und Werk

### Frühe Jahre (1941–1971)
Chick Corea wurde am 12. Juni 1941 in der Stadt Chelsea im US-Staat Massachusetts geboren. Bei seinem Vater, einem Bandleader, lernte er ab dem Alter von vier Jahren das Klavierspiel vor allem klassischer Komponisten. Schon früh entdeckte er auch den Jazz, insbesondere den Soul-Jazz, für sich. Als seine größten Einflüsse zu dieser Zeit nannte er neben den Jazz-Musikern Horace Silver und Bud Powell klassische Komponisten wie Mozart und Beethoven. Seine ersten größeren Auftritte absolvierte er mit Cab Calloway, Mongo Santamaría und Willie Bobo. Nach einigen Aufnahmen für andere Musiker nahm Chick Corea 1966 sein erstes Soloalbum auf, Tones for Joan’s Bones. Zwei Jahre später folgte Now He Sings, Now He Sobs zusammen mit Miroslav Vitouš und Roy Haynes. Dieses zweite Album, das oft als Klassiker bezeichnet wird, machte Corea in der Jazz-Welt bekannt.
Im selben Jahr, 1968, ersetzte Chick Corea Herbie Hancock in der Band von Jazz-Trompeter Miles Davis und nahm mit ihm das Album Filles de Kilimanjaro auf. In den folgenden Jahren spielte er auch auf dessen Alben In a Silent Way und Bitches Brew sowie bei den Live-Aufnahmen zu Live-Evil und Black Beauty: Miles Davis at Fillmore West.
1970 verließ Corea zusammen mit Bassist Dave Holland die Band von Miles Davis, um gemeinsam mit Schlagzeuger Barry Altschul und Saxophonist Anthony Braxton ein Quartett zu gründen. Mit dieser Gruppe nahm er drei Alben auf.

### Mit Return to Forever (1971–1978)
→ Siehe auch: Return to Forever

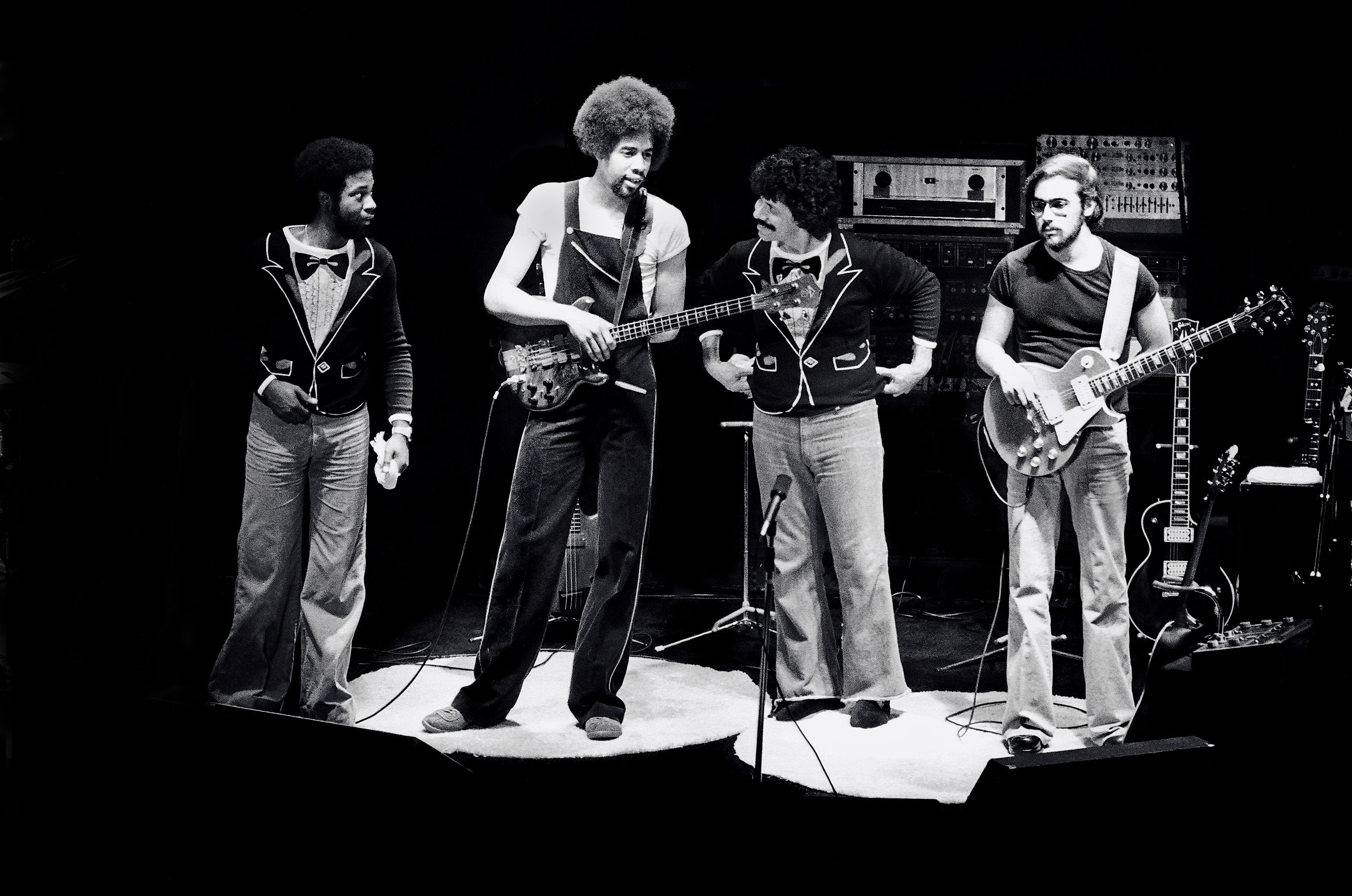
Return to Forever bei einem Auftritt in Rochester, 1976

1971 gründete Corea zusammen mit Bassist Stanley Clarke, Saxophonist Joe Farrell, Schlagzeuger Airto Moreira sowie dessen Frau, Sängerin Flora Purim, die Gruppe Return to Forever. 1972 nahm diese Fusion-Formation ihr gleichnamiges Debüt-Album auf.
Im selben Jahr nahmen Corea, Clarke, Farrell und Schlagzeuger Tony Williams mit dem einflussreichen Saxophonisten Stan Getz dessen Album Captain Marvel auf. Im September des Jahres nahmen Return to Forever ihr zweites Studioalbum namens Light as a Feather auf, das auch eine der berühmtesten Kompositionen von Chick Corea enthielt: Spain.
In neuer Besetzung folgten weitere Aufnahmen mit der Fusion-Formation, unter anderem mit Gitarrist Bill Connors und Schlagzeuger Lenny White. 1975 wurde das Album No Mystery aufgenommen, das einen Grammy gewann.
Zur gleichen Zeit nahm Chick Corea zwei Soloalben auf: The Leprechaun und My Spanish Heart. An ihnen war bereits seine spätere Frau Gayle Moran beteiligt, bevor sie als Sängerin für Return to Forever engagiert wurde.

### Gemeinschaftsprojekte (1978–1986)
Nach der Auflösung von Return to Forever ging Corea zunächst zusammen mit Herbie Hancock auf eine internationale Tournee, bei der sie Duette (überwiegend eigener Titel) auf klassischen Konzertflügeln spielten. Zusammenschnitte aus verschiedenen Auftritten im Februar 1978 in den USA wurden von den Plattenfirmen der beiden nacheinander als divergierende Doppelalben veröffentlicht: An Evening with Herbie Hancock & Chick Corea in Concert bei Columbia Records (1978) und CoreaHancock bei Polydor (1979).
Außerdem nahm Corea 1978 die Soloalben The Mad Hatter, Friends und Secret Agent mit verschiedenen Größen des Jazz auf.
1981 folgte das Album Three Quartets, das unter anderem zusammen mit Michael Brecker aufgenommen wurde. Später in diesem Jahr ging er auf Tour mit Saxophonist Joe Henderson, Bassist Gary Peacock und Schlagzeuger Roy Haynes.
Im selben Jahr kam es zu einem Wiedersehen mit dem Bassisten Miroslav Vitouš, mit dem er 13 Jahre zuvor Now He Sings, Now He Sobs aufgenommen hatte. Zusammen mit Haynes nahmen sie das Album Trio Music auf. 1982 war Corea Teil der R&B-Band Echoes of an Era, neben seinen Return to Forever-Kollegen Stanley Clarke und Lenny White. Am 27. Juni 1982 spielte er zusammen mit dem österreichischen Pianisten Friedrich Gulda beim Münchner Klaviersommer. 1989 nahm er mit Gulda das Doppelkonzert von Mozart auf.

### Elektric Band und Stretch Records (1986–2006)

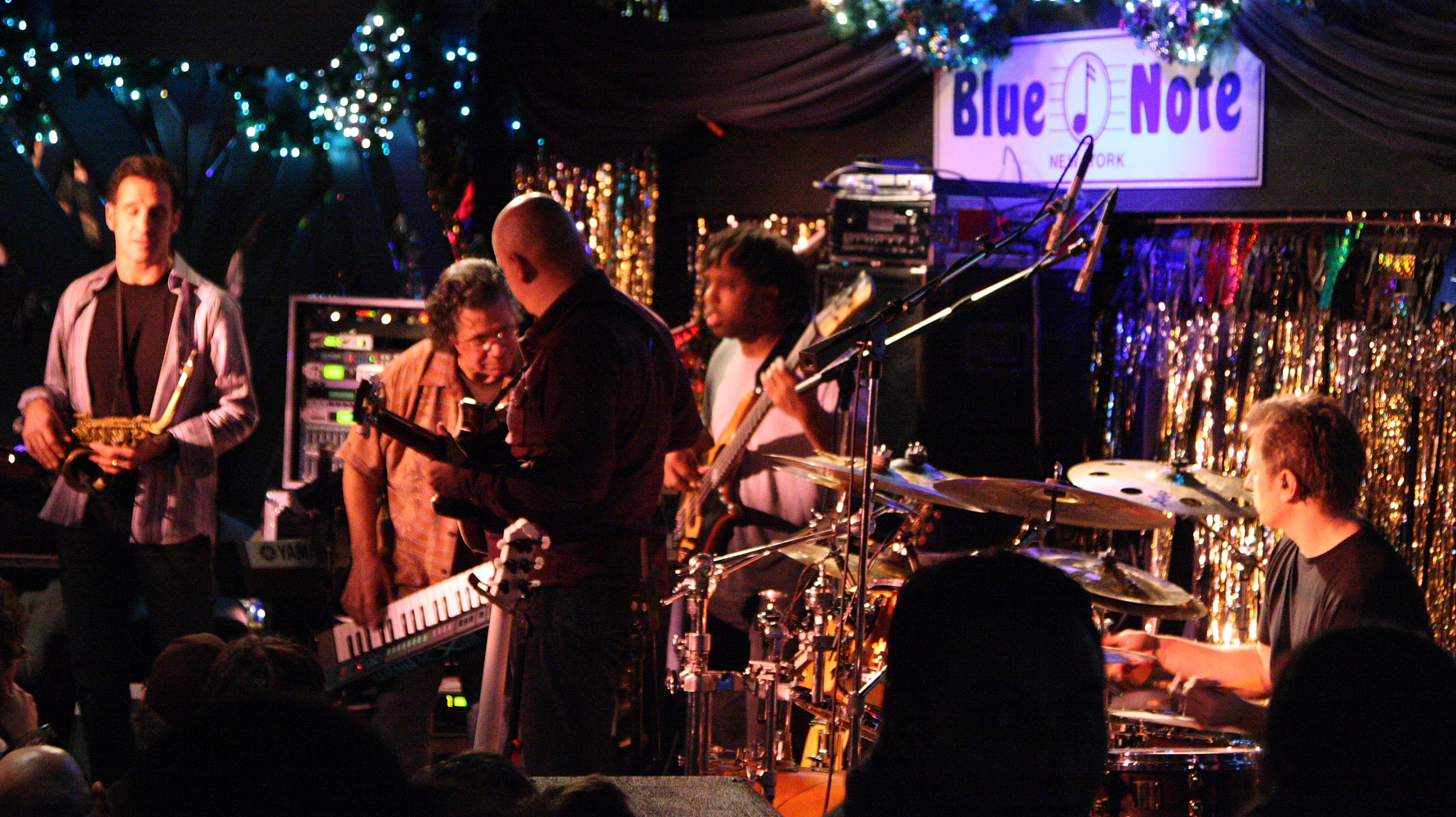
Die Elektric Band bei einem Auftritt 2016 in New York City mit Chick Corea an der Keytar und Victor Wooten am Bass

Zusammen mit Dave Weckl und John Patitucci sowie den Gitarristen Scott Henderson und Carlos Rios gründete Corea Mitte der 1980er die Fusion-Formation Elektric Band für das gleichnamige Debütalbum, das 1986 erschien. Nach einer Umbesetzung mit dem Gitarristen Frank Gambale und dem Saxophonisten Eric Marienthal veröffentlichte die Gruppe in konstanter Besetzung zwischen 1987 und 1991 vier Alben. 1993 folgte das Album Paint the World mit teils neuen Musikern unter dem Namen Elektric Band II.
Neben der Elektric Band formte Corea mit seinen beiden Bandkollegen Patitucci und Weckl auch die Akoustic Band, die ausschließlich aus akustischen Instrumenten bestand. Das Trio nahm zwei Alben auf.
1992 gründete Corea das Label Stretch Records, das sich bei der Auswahl seiner Künstler nicht nach Genre, sondern nach Kreativität richtete. Unter anderem veröffentlichte das Label Alben von John Patitucci, Bob Berg, Eddie Gomez und Robben Ford. Nachdem der Vertrag mit seinem alten Label, GRP Records, abgelaufen war, veröffentlichte er seine folgenden Alben über sein eigenes Label, das sich kurz vorher mit Concord Records zusammengeschlossen hatte.
In der Zeit bis 1998 folgten weitere Kollaborationen, zum Beispiel mit Roy Haynes oder Bobby McFerrin. Im Jahr 2000 nahm Corea gemeinsam mit dem London Philharmonic Orchestra das Album corea.concerto auf, auf dem neben einer dreisätzigen Orchesterfassung von Spain auch Coreas erstes Klavierkonzert zu hören ist.
Nachdem er im Jahr 2004 seine Elektric Band wiedervereinigt hatte, nahm er mit dieser ein neues Album (To the Stars) auf, für das er sich Inspiration beim Science-Fiction-Autor und Sektengründer L. Ron Hubbard holte. Für sein Hubbard-Tributalbums The Ultimate Adventure erhielt Corea 2007 zwei Grammys für die Interpretation und das Arrangement.

### Neue Richtungen (2006–2008)
2006 führte Chick Corea sein zweites Klavierkonzert The Continents bei einem Auftritt mit dem Bayerischen Kammerorchester anlässlich des Mozartjahrs in der Wiener Staatsoper urauf. Darin eingebunden interpretierte er W. A. Mozarts Klavierkonzert Nr. 24.
Kurz darauf veröffentlichte er die Platte Super Trio: Corea/Gadd/McBride zusammen mit Steve Gadd und Christian McBride. Das Album, das nur in Japan erschien, wurde dort vom Japan’s Swing Journal als Jazz-Album des Jahres bezeichnet und erreichte Goldstatus.
Im Dezember des Jahres nahm Corea gemeinsam mit Banjo-Spieler Béla Fleck das Album The Enchantment auf. Die beiden kannten sich bereits von früheren Aufnahmen wie Flecks Tales From The Acoustic Planet. Corea sagte über das Album, dass es ihn dazu gebracht habe, in unbekannte Territorien vorzudringen.

### Rückkehr zum Jazzrock (2008–2021)

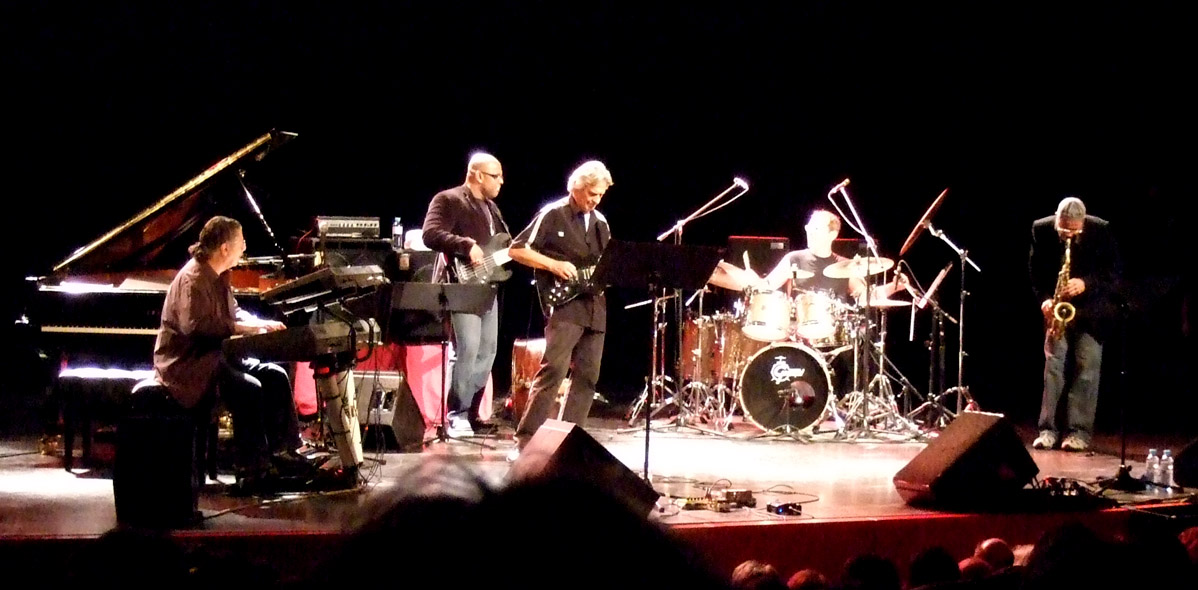
Five Peace Band (Wien 2008)

Nach einigen neuen Erfahrungen mit Künstlern wie Gary Burton oder Antonio Sánchez kehrte Chick Corea wieder zur Fusion zurück. So ging er 2008 mit Return to Forever auf Welttournee.
Nach dieser Tournee gründete er zusammen mit John McLaughlin die Five Peace Band. Mit dieser Formation spielte er mehrere Konzerte und nahm das Livealbum Five Peace Band Live auf, für das Corea seinen insgesamt 16. Grammy gewann.

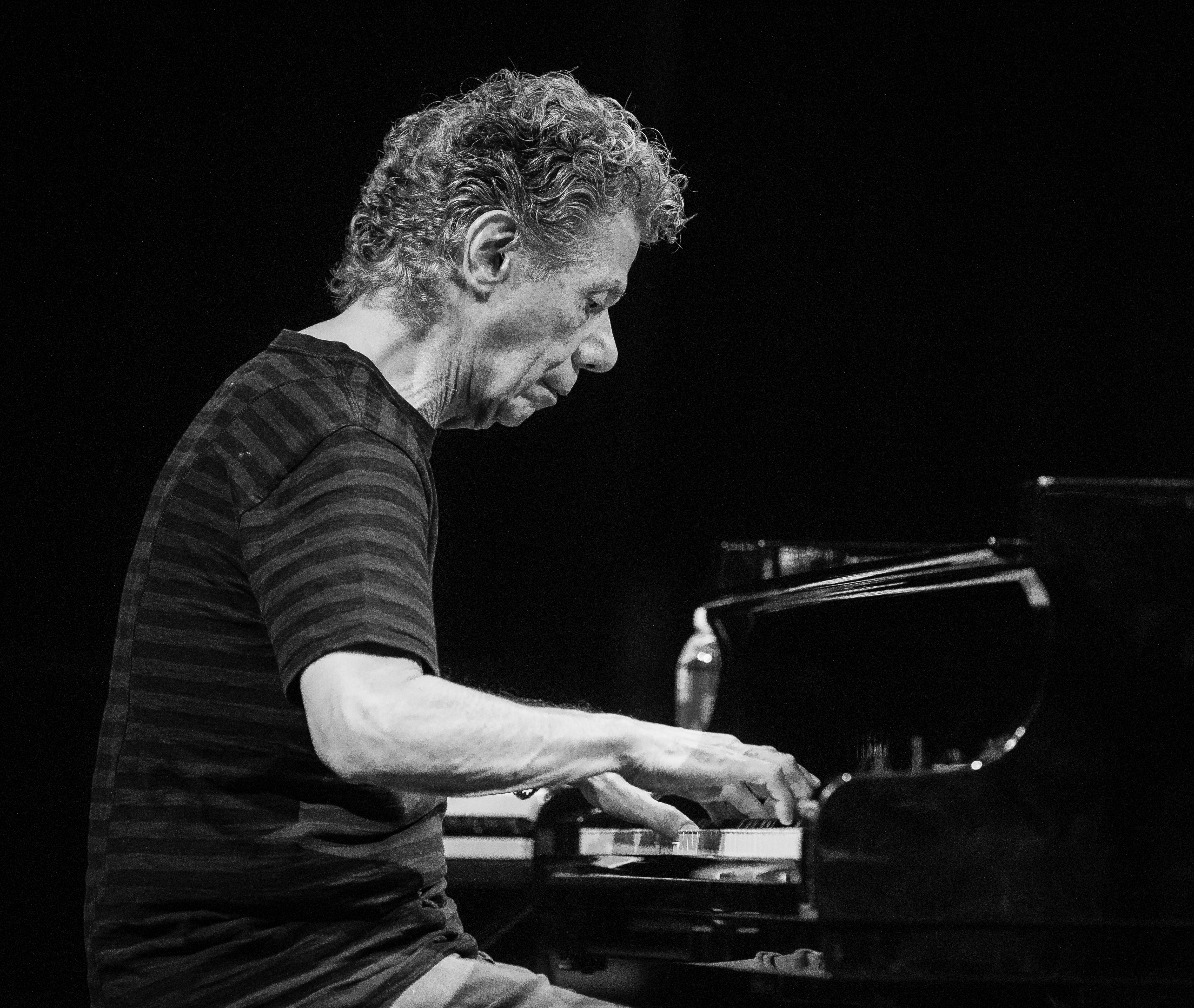
Chick Corea (2018)

Nach einer Tour mit Christian McBride und Brian Blade durch die USA und durch Japan schloss Corea das Projekt RTF IV (Return to Forever IV) an, das neben Frank Gambale an der Gitarre den Violinisten Jean-Luc Ponty einschloss. Dann leitete er eine Band gemeinsam mit Steve Gadd, in der Lionel Loueke, Luisito Quintero, Steve Wilson und Carlitos del Puerto aktiv waren. Ausgehend vom Flamenco Jazz gründete er 2018 seine Spanish Heart Band, mit der das mit einem Grammy 2020 prämierte Album Antidote entstand.

### Tod
Corea starb im Februar 2021 im Alter von 79 Jahren an einer seltenen Krebsart. Die Erkrankung war kurz vor seinem Tod festgestellt worden.

## Scientology-Mitglied
Corea war Mitglied der neuen religiösen Bewegung Scientology. Bei allen Veröffentlichungen seit seinem Album To the Stars, das durch den Scientology-Gründer L. Ron Hubbard inspiriert war, findet sich dieser immer unter den Danksagungen. Chick Corea ist auf drei Liedern von Hubbards Album Space Jazz: The Soundtrack of the Book Battlefield Earth zu hören, das 1982 erschien. In einem Interview mit dem E-Zine All About Jazz sagte er über Hubbard:

„Hubbard was a great artist himself. One way to learn about Scientology is to know who Ron Hubbard was. He was a great man.“

„Hubbard war selbst ein großartiger Künstler. Ein Weg, etwas über Scientology zu lernen, ist zu wissen, wer Ron Hubbard war. Er war ein großartiger Mensch.“

1993 wurde Corea von einem Konzert, das im Zuge der Leichtathletik-Weltmeisterschaften in Stuttgart stattfinden sollte, vom Veranstalter ausgeschlossen. Der Grund dafür war, dass die Landesregierung Baden-Württembergs die Subventionen für die Veranstaltung streichen wollte, was mit Coreas Scientology-Mitgliedschaft begründet wurde. Corea erhob beim Mannheimer Verwaltungsgerichtshof Klage gegen Bekundungen der Landesregierung, die Förderung von Veranstaltungen, bei denen bekennende Scientologen auftreten, überprüfen zu wollen. Die Klage wurde abgewiesen.
Chick Corea lebte ab 1997 in Clearwater (Florida), wo sich das spirituelle Zentrum der Church of Scientology befindet. Dort unterhielt er in der Cleveland Street ein Studio mit Unterrichtsräumen für Workshops.

## Diskografie (Auswahl)
- Solo-Alben
  - 1966: Tones for Joan’s Bones
  - 1968: Now He Sings, Now He Sobs
  - 1969: Sundance
  - 1970: The Song of Singing

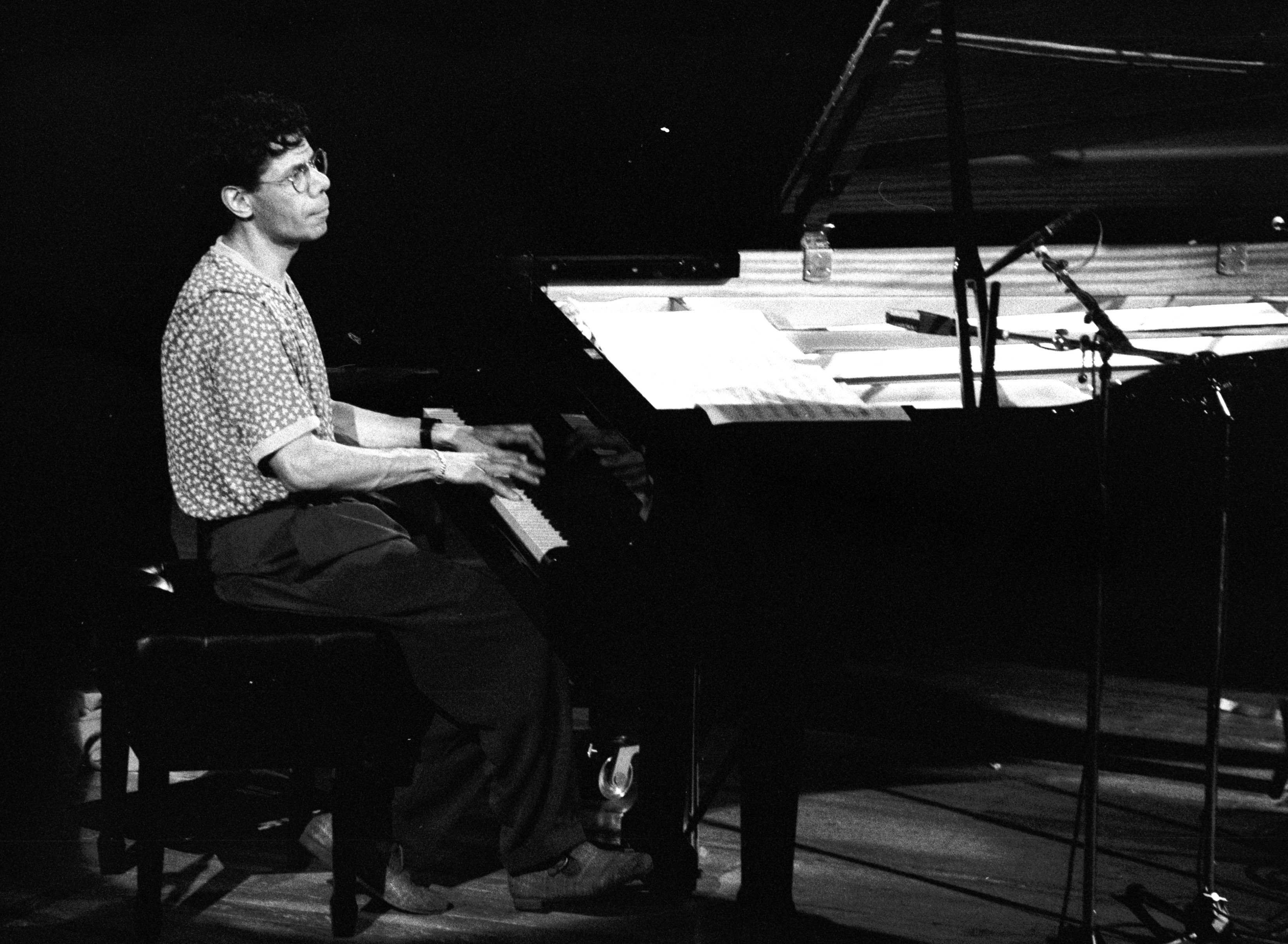
Chick Corea (Deauville 1992)

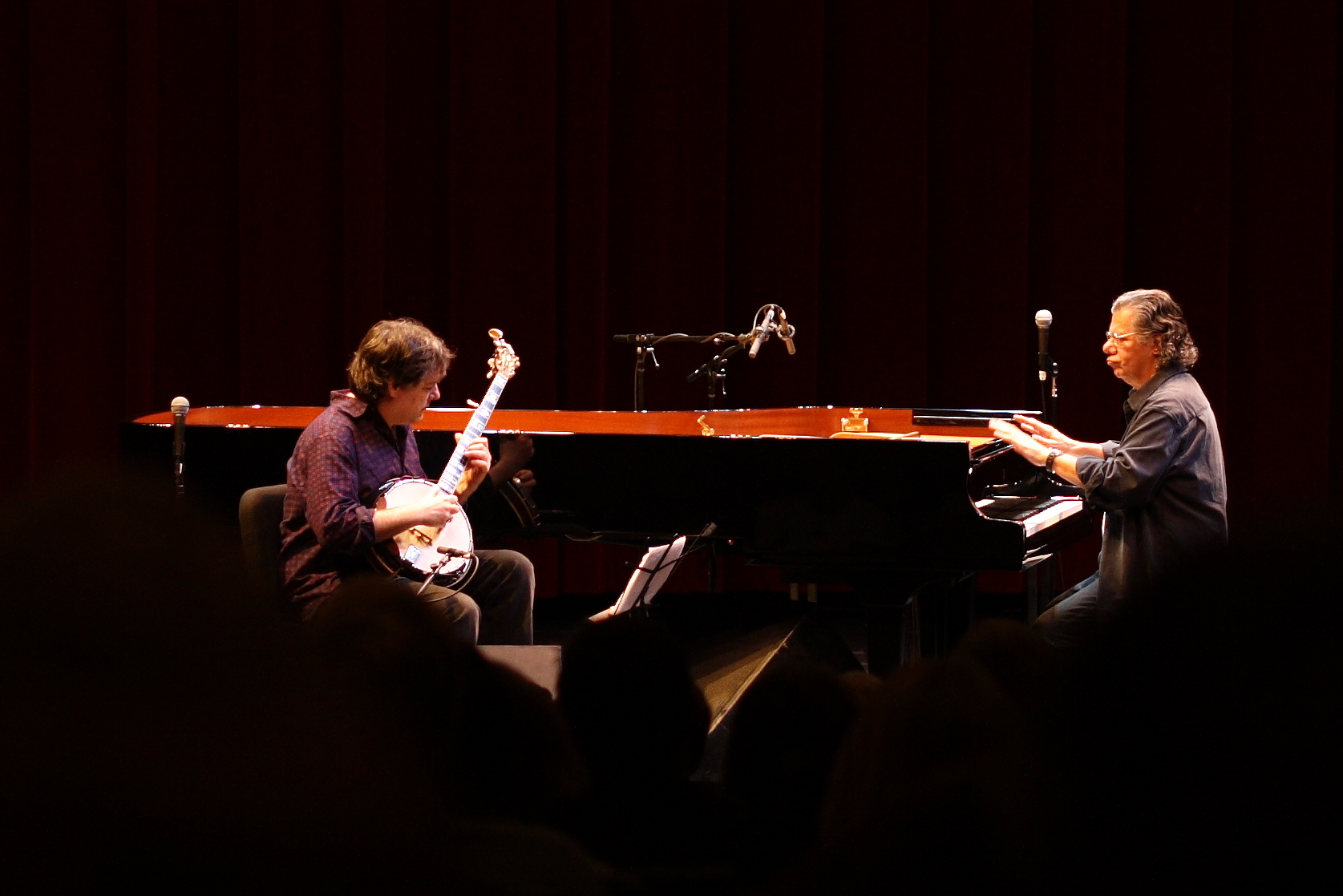
Corea bei seinem Auftritt mit Béla Fleck am 1. März 2008

  - 1971: Piano Improvisations, Vol. 1 & 2
  - 1976: The Leprechaun
  - 1976: My Spanish Heart
  - 1978: Friends
  - 1978: The Mad Hatter
  - 1978: Secret Agent
  - 1979: Delphi
  - 1980: Tap Step
  - 1981: Three Quartets
  - 1982: Again and Again (mit Steve Kujala, Carles Benavent, Don Alias, Tom Brechtlein)
  - 1984: Children’s Songs
  - 1984: Voyage (mit Steve Kujala)
  - 1989: Happy Anniversary Charlie Brown
  - 1996: The Mozart Sessions
  - 1999: Corea Concerto (mit London Philharmonic)
  - 2001: Past, Present & Futures
  - 2003: Rendezvous in New York
  - 2003: The Complete „Is“ Sessions (rec. 1969)
  - 2005: Rhumba Flamenco
  - 2006: The Ultimate Adventure
  - 2007: Super Trio (Mit Steve Gadd und Christian McBride)
  - 2007: 5trios – 1. Dr. Joe (mit Antonio Sánchez, John Patitucci)
  - 2007: 5trios – 2. From Miles (mit Eddie Gomez, Jack DeJohnette)
  - 2007: 5trios – 3. Chillin’ in Chelan (mit Christian McBride, Jeff Ballard)
  - 2007: 5trios – 4. The Boston Three Party (mit Eddie Gomez, Airto Moreira)
  - 2007: 5trios – 5. Brooklyn, Paris to Clearwater (mit Hadrien Feraud, Richie Barshay)
  - 2008: Duet: Chick and Hiromi (mit Hiromi Uehara)
  - 2011: Orvieto (mit Stefano Bollani)
  - 2019: Antidote
  - 2025: Trilogy 3

- Mit Dave Holland und Barry Altschul
  - 1971: A.R.C.
- Mit Return to Forever
  - 1972: Return to Forever
  - 1972: Light As a Feather
  - 1973: Hymn of the Seventh Galaxy
  - 1974: Where Have I Known You Before
  - 1975: No Mystery
  - 1976: Romantic Warrior
  - 1977: Music Magic
  - 1977: Return to Forever: Live
  - 2008: The Anthology
  - 2012: The Mothership Returns
- Mit Sadao Watanabe
  - 1974: Round Trip
- Mit Herbie Hancock
  - 1978: An Evening with Herbie Hancock and Chick Corea in Concert
  - 1979: CoreaHancock
- Mit Gary Burton
  - 1972: Crystal Silence
  - 1979: Duet
  - 1980: In Concert, Zürich October 28, 1979
  - 1983: Lyric Suite for Sextet (für Klavier, Vibraphon und Streichquartett)
  - 1997: Native Sense – The New Duets
  - 1998: Like Minds (mit Pat Metheny, Roy Haynes und Dave Holland)
  - 2008:  The New Crystal Silence
  - 2012:  Hot House

- Mit Béla Fleck
  - 2024: Remembrance (mit Aufnahmen von 2019)[20]
- Mit der Elektric Band
  - 1986: Chick Corea Elektric Band
  - 1987: Light Years
  - 1988: Eye of the Beholder
  - 1990: Inside Out
  - 1991: Beneath the Mask
  - 1993: Elektric Band II: Paint the World
  - 2004: To The Stars
- Mit der Akoustic Band
  - 1989: Chick Corea Akoustic Band
  - 2021: Chick Corea Akoustic Band: Live[21]
- Mit Origin
  - 1999: Change

## Grammys
Sein Album aus dem Jahr 1968 Now He Sings, Now He Sobs wurde 1999 in die Grammy Hall of Fame aufgenommen. Von 1973 bis 2025 war Chick Corea 75 Mal für einen Grammy Award nominiert und gewann davon 28 Auszeichnungen. 3 Nominierungen und 1 Auszeichnung gab es nach seinem Tod für das „Erinnerungsalbum“ Remembrance und zwei darauf enthaltenen Musikstücken.
| Jahr                | Grammy                                                        | Album/Lied                                                             |
| ------------------- | ------------------------------------------------------------- | ---------------------------------------------------------------------- |
| 1976                | Beste Jazz-Darbietung einer Gruppe                            | No Mystery (mit Return to Forever)                                     |
| 1977                | Bestes Instrumentalarrangement                                | Leprechaun’s Dream, The Leprechaun                                     |
| 1977                | Beste Jazz-Darbietung einer Gruppe                            | The Leprechaun                                                         |
| 1979                | Beste Jazz-Darbietung einer Gruppe                            | Friends                                                                |
| 1980                | Beste Jazz-Darbietung einer Gruppe                            | Duet (mit Gary Burton)                                                 |
| 1982                | Beste Jazz-Darbietung einer Gruppe                            | In Concert, Zürich, October 28, 1979 (mit Gary Burton)                 |
| 1989                | Beste Instrumentaldarbietung – R&B                            | Light Years, GRP Super Live In Concert (mit Chick Corea Elektric Band) |
| 1990                | Beste Jazz-Darbietung einer Gruppe                            | Akoustic Band (mit Akoustic Band)                                      |
| 1999                | Beste Jazz-Instrumentaldarbietung, Einzelkünstler oder Gruppe | Rhumbata, Native Sense (mit Gary Burton)                               |
| 2000                | Beste Jazz-Instrumentaldarbietung, Einzelkünstler oder Gruppe | Like Minds (mit Gary Burton, Pat Metheny, Roy Haynes und Dave Holland) |
| 2001                | Bestes Instrumentalarrangement                                | Spain for Sextet & Orchestra, Corea.Concerto                           |
| 2004                | Bestes Jazz-Instrumentalsolo                                  | Matrix                                                                 |
| 2007                | Bestes Jazz-Instrumentalalbum, Einzelkünstler oder Gruppe     | The Ultimate Adventure                                                 |
| 2007                | Bestes Instrumentalarrangement                                | Three Ghouls                                                           |
| 2009                | Bestes Jazz-Instrumentalbum, Einzelkünstler oder Gruppe       | The New Crystal Silence (mit Gary Burton)                              |
| 2010                | Bestes Jazz-Instrumentalalbum, Einzelkünstler oder Gruppe     | Live von Chick Corea & John McLaughlin mit der Five Peace Band         |
| 2012                | Beste Solo-Jazzimprovisation                                  | 500 Miles High                                                         |
| 2012                | Bestes Jazz-Instrumentalalbum                                 | Forever                                                                |
| 2014                | Beste Solo-Jazzimprovisation                                  | Hot House                                                              |
| 2014                | Beste Instrumentalkomposition                                 | Mozart Goes Dancing                                                    |
| 2015                | Beste Solo-Jazzimprovisation                                  | Fingerprints (mit dem Chick Corea Trio)                                |
| 2015                | Bestes Jazz-Instrumentalalbum                                 | Trilogy (Chick Corea Trio)                                             |
| 2020                | Bestes Latin Jazz-Instrumentalalbum                           | Antidote                                                               |
| 2021                | Beste Solo-Jazzimprovisation                                  | All Blues (Chick Corea Trio)                                           |
| 2021                | Bestes Jazz-Instrumentalalbum                                 | Trilogy 2 (Chick Corea Trio)                                           |
| 2022                | Bestes Latin Jazzalbum                                        | Mirror Mirror                                                          |
| 2022                | Beste Solo-Jazzimprovisation                                  | Humpty Dumpty (Set 2)                                                  |
| Posthume Verleihung |                                                               |                                                                        |
| 2025                | Bestes Jazz-Instrumentalalbum                                 | Remembrance (mit Béla Fleck)                                           |